# 喜靈洲痲瘋病院
喜靈洲痲瘋病院是香港昔日一所痲瘋病院，位於離島區喜靈洲，於1951年由國際痲瘋救濟會香港分會創辦。病院由沿岸排列的石磚屋組成，可以容納500名病人。由於香港市民對痲瘋病的懼怕，故此往日極少遊人前往喜靈洲。1975年，隨著痲瘋病不再在香港流行，喜靈洲痲瘋病院正式關閉，而該院亦移交懲教署管理，改建為喜靈洲戒毒所。